# Vencimento (finanças)
Em finanças, vencimento ou data de vencimento (maturity ou maturity date em inglês) é a data em que é devido o pagamento final de um empréstimo ou outro instrumento financeiro, como um título ou depósito a prazo, momento em que o principal (e todos os juros restantes) devem ser pagos.   
A maioria dos instrumentos tem uma data de vencimento fixa, que é uma data específica em que o instrumento vence. Esses instrumentos incluem empréstimos ou outros tipos de compromissos com juros fixos e taxas variáveis, qualquer que seja a sua denominação, e outras formas de títulos, como ações preferenciais resgatáveis, desde que os seus termos de emissão especifiquem uma data de vencimento. "Data de resgate" é um dos sinônimos.
Alguns instrumentos não têm data de vencimento fixa que continua indefinidamente (a menos que o reembolso seja acordado entre o mutuário e os credores em algum momento) e podem ser conhecidos como “ações perpétuas”. Alguns instrumentos têm um intervalo de datas de vencimento possíveis e essas ações geralmente podem ser reembolsadas a qualquer momento dentro desse intervalo, à critérioi do mutuário.
Um vencimento em série ocorre quando todos os títulos são emitidos ao mesmo tempo, mas são divididos em classes diferentes com datas de resgate diferentes e escalonadas.